# صدای فراگیر

صدای فراگیر کانال ۱۰٫۲

صدای فراگیر یا صدای ساراند (به انگلیسی: Surround sound) - دالبی ساراند - دالبی پرولوجیک - فناوری استفاده از بیش از پنج بلندگو برای شنیدن یک صدا (معمولاً فیلم سینمایی) که از طریق صداگذاری بیشتر قابل انجام است - با نام‌های ۵٫۱–۶٫۱–۷٫۱ تکمیل‌کننده صدای استریو شناخته می‌شود.
ری دالبی مخترع صدای ساراند بود.